# 汉斯·蒙森
汉斯·蒙森（1930年11月5日—2015年11月5日）是一位德国历史学家，也是著名历史学家特奥多尔·蒙森的曾孙，专攻第三帝国历史，主要作品有《希特勒与20世纪德国》（Zur Geschichte Deutschlands im 20. Jahrhundert: Demokratie, Diktatur, Widerstand）等。